# CONMEBOL Beach Soccer Championship 2015

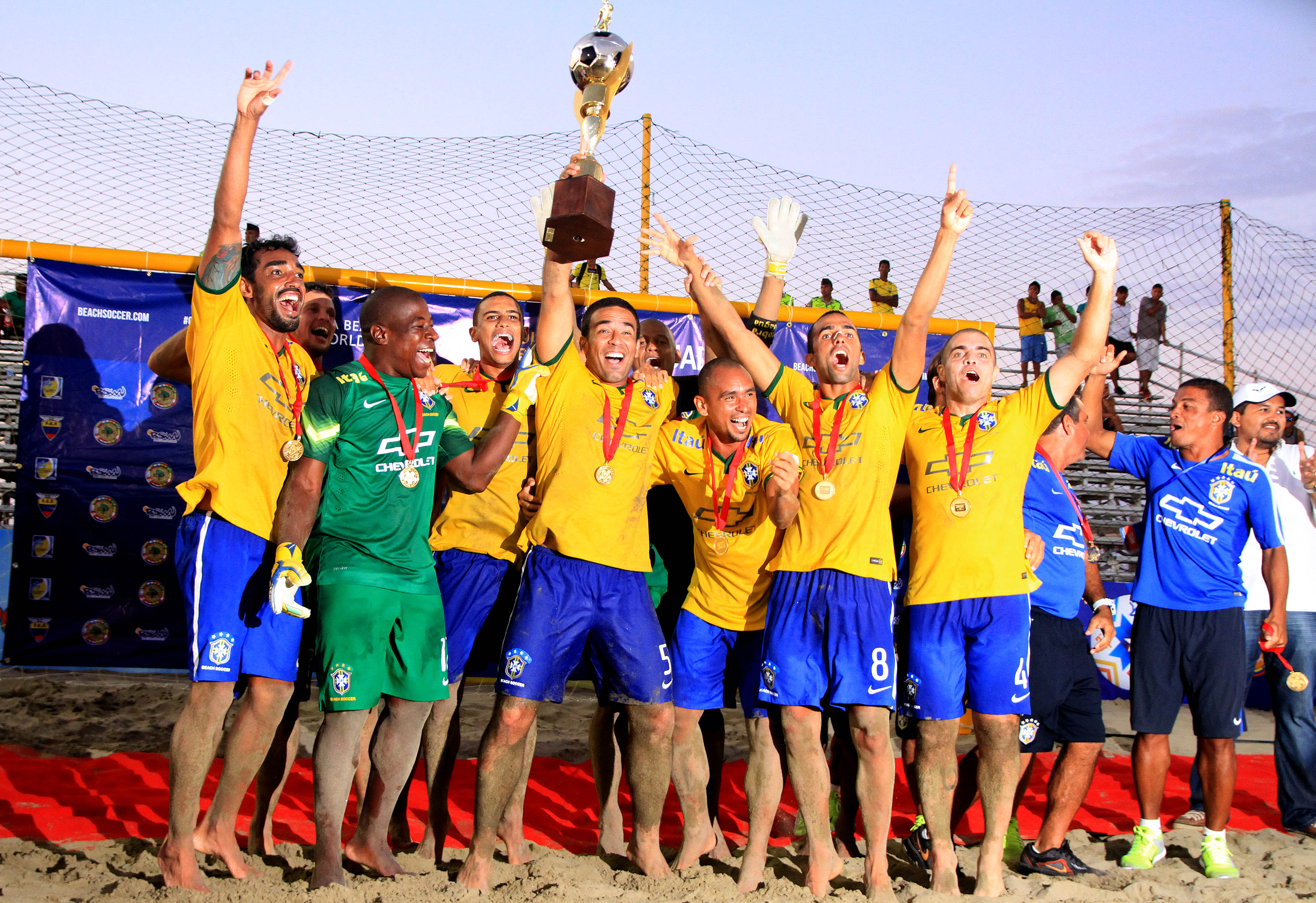
Il Brasile, vincitore del torneo

Il Campionato sudamericano di beach soccer 2015 è stata la 6ª edizione di questo torneo.

## Squadre partecipanti
Di seguito le 10 squadre partecipanti.
- Brasile
- Argentina
- Paraguay
- Uruguay
- Ecuador

- Venezuela
- Colombia
- Cile
- Bolivia
- Perù

## Fase a gironi

### Girone A
| Pos | Team     | G | V | V+ | VR | P | GF | GS | +/- | P  |
| --- | -------- | - | - | -- | -- | - | -- | -- | --- | -- |
| 1   | Paraguay | 4 | 4 | 0  | 0  | 0 | 29 | 14 | +15 | 12 |
| 2   | Ecuador  | 4 | 3 | 0  | 0  | 1 | 16 | 18 | -2  | 9  |
| 3   | Cile     | 4 | 2 | 0  | 0  | 2 | 16 | 18 | -2  | 6  |
| 4   | Colombia | 4 | 0 | 1  | 0  | 3 | 10 | 16 | -6  | 2  |
| 5   | Bolivia  | 4 | 0 | 0  | 0  | 4 | 10 | 17 | -7  | 0  |

| Squadra 1 | Risultato                 | Squadra 2 |
| --------- | ------------------------- | --------- |
| Paraguay  | 5-4 Report 1 Report 2     | Colombia  |
| Ecuador   | 4-3 Report 1 Report 2     | Bolivia   |
| Colombia  | 1-0 dts Report 1 Report 2 | Bolivia   |
| Paraguay  | 7-3 Report 1 Report 2     | Cile      |
| Cile      | 4-2 Report 1 Report 2     | Bolivia   |
| Ecuador   | 5-2 Report 1 Report 2     | Colombia  |
| Paraguay  | 8-5 Report 1 Report 2     | Bolivia   |
| Ecuador   | 8-4 Report 1 Report 2     | Cile      |
| Cile      | 6-3 Report 1 Report 2     | Colombia  |
| Paraguay  | 9-2 Report 1 Report 2     | Ecuador   |

### Girone B
| Pos | Team      | G | V | V+ | VR | P | GF | GS | +/- | P |
| --- | --------- | - | - | -- | -- | - | -- | -- | --- | - |
| 1   | Brasile   | 4 | 3 | 0  | 0  | 1 | 26 | 14 | +12 | 9 |
| 2   | Argentina | 4 | 2 | 0  | 1  | 1 | 23 | 22 | +1  | 7 |
| 3   | Perù      | 4 | 2 | 0  | 0  | 2 | 24 | 21 | +3  | 6 |
| 4   | Uruguay   | 4 | 2 | 0  | 0  | 2 | 17 | 21 | -4  | 6 |
| 5   | Venezuela | 4 | 0 | 0  | 0  | 4 | 15 | 27 | -12 | 0 |

| Squadra 1 | Risultato                       | Squadra 2 |
| --------- | ------------------------------- | --------- |
| Brasile   | 7-3 Report 1 Report 2           | Perù      |
| Argentina | 7-6 Report 1 Report 2           | Venezuela |
| Perù      | 7-4 Report 1 Report 2           | Venezuela |
| Brasile   | 6-3 Report 1 Report 2           | Uruguay   |
| Uruguay   | 5-4 Report 1 Report 2           | Venezuela |
| Argentina | 6-6 (1-0 dcr) Report 1 Report 2 | Perù      |
| Brasile   | 8-1 Report 1 Report 2           | Venezuela |
| Uruguay   | 5-3 Report 1 Report 2           | Argentina |
| Perù      | 8-4 Report 1 Report 2           | Uruguay   |
| Argentina | 7-5 Report 1 Report 2           | Brasile   |

## Piazzamenti 5º-10º

### Semifinali
| Squadra 1 | Risultato                 | Squadra 2 |
| --------- | ------------------------- | --------- |
| Perù      | 5-4 dts Report 1 Report 2 | Colombia  |
| Uruguay   | 5-2 Report 1 Report 2     | Cile      |

### Finali

#### 9º-10º posto
| Squadra 1 | Risultato             | Squadra 2 |
| --------- | --------------------- | --------- |
| Bolivia   | 5-4 Report 1 Report 2 | Venezuela |

#### 7º-8º posto
| Squadra 1 | Risultato             | Squadra 2 |
| --------- | --------------------- | --------- |
| Cile      | 9-3 Report 1 Report 2 | Colombia  |

#### 5º-6º
| Squadra 1 | Risultato             | Squadra 2 |
| --------- | --------------------- | --------- |
| Uruguay   | 3-2 Report 1 Report 2 | Perù      |

## Finali

### Semifinali
| Squadra 1 | Risultato                 | Squadra 2 |
| --------- | ------------------------- | --------- |
| Brasile   | 14-1 Report 1 Report 2    | Ecuador   |
| Paraguay  | 4-1 dts Report 1 Report 2 | Argentina |

### Finali

#### 3º-4º posto
| Squadra 1 | Risultato                       | Squadra 2 |
| --------- | ------------------------------- | --------- |
| Argentina | 4-4 (1-0 dcr) Report 1 Report 2 | Ecuador   |

#### Finale
| Squadra 1 | Risultato             | Squadra 2 |
| --------- | --------------------- | --------- |
| Brasile   | 8-3 Report 1 Report 2 | Paraguay  |

## Classifica Finale
Queste le posizioni nel dettaglio.
| Pos | Team      |
| --- | --------- |
| 1   | Brasile   |
| 2   | Paraguay  |
| 3   | Argentina |
| 4   | Ecuador   |
| 5   | Uruguay   |
| 6   | Perù      |
| 7   | Cile      |
| 8   | Colombia  |
| 9   | Bolivia   |
| 10  | Venezuela |